# Campylaspis horrida
Campylaspis horrida är en kräftdjursart som beskrevs av Sars 1870. Campylaspis horrida ingår i släktet Campylaspis och familjen Nannastacidae. Arten är reproducerande i Sverige. Inga underarter finns listade i Catalogue of Life.

## Bildgalleri

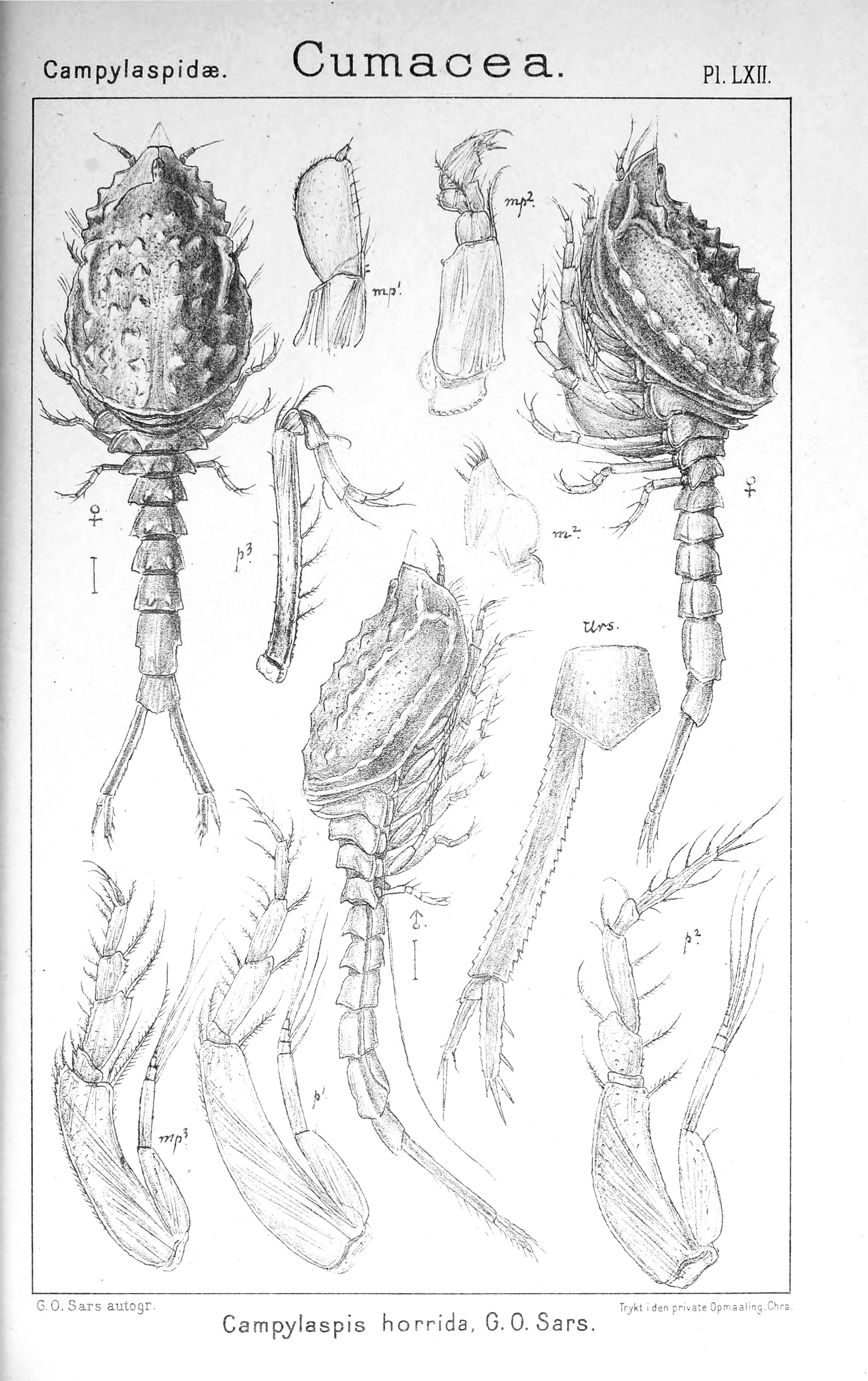